# Euonymus chuii
Euonymus chuii är en benvedsväxtart som beskrevs av Hand.-mazz. Euonymus chuii ingår i släktet Euonymus och familjen Celastraceae. Inga underarter finns listade.